# ايرما ميراندا
إيرما كريستينا ميراندا فالينزويلا (ولدت في 15 أغسطس 1996) هي عارضة أزياء وملكة جمال مكسيكية، فائزة ميكسيكانا يونيفرسال 2022. ستمثل المكسيك في ملكة جمال الكون 2022.

## روابط خارجية
- ايرما ميراندا على إنستغرام